# Bonifatius V.
Bonifatius V. (* in Neapel; † 25. Oktober 625) war Papst vom 23. Dezember 619 bis zu seinem Tode.

## Leben
Bonifatius stammte aus Neapel und war der Sohn eines Johannes. Im Dezember des Jahres 619 wurde er nach einer mehr als einjährigen Sedisvakanz Papst. Einer der Gründe hierfür war ein gescheiterter Putschversuch des Exarchen von Ravenna Eleutherius.
Als Papst führte Bonifatius V. die Politik von Gregor dem Großen fort und versuchte, die Armut in der römischen Bevölkerung zu bekämpfen. Ihm gelang es, einen Waffenstillstand zwischen dem byzantinischen Reich und dem Langobardenreich zu verhandeln. Er soll sich sehr für die Christianisierung von England eingesetzt haben. Ferner wird ihm die Einführung des Kirchenasyls zugeschrieben.
Er starb im Oktober 625 und wurde in Alt-St. Peter beigesetzt.